# Conopomorpha cramerella
|  | Dieser Artikel wurde aufgrund von formalen oder inhaltlichen Mängeln in der Qualitätssicherung Biologie zur Verbesserung eingetragen. Dies geschieht, um die Qualität der Biologie-Artikel auf ein akzeptables Niveau zu bringen. Bitte hilf mit, diesen Artikel zu verbessern! Artikel, die nicht signifikant verbessert werden, können gegebenenfalls gelöscht werden. Lies dazu auch die näheren Informationen in den Mindestanforderungen an Biologie-Artikel. |

Conopomorpha cramerella ist ein Schmetterling aus der Familie der Miniermotten (Gracillariidae). Er ist ein Schädling des Kakaobaums und wird im Englischen auch als cocoa pod borer bezeichnet, was man als Kakaoschotenbohrer übersetzen kann. Nachgewiesen wurde er bisher in Saudi-Arabien, der Volksrepublik China, Indien (Westbengalen und Andamanen), Thailand, Brunei, Indonesien (Sumatra, Sulawesi, Java, Irian Jaya, Kalimantan, Molukken), Vietnam, Australien, Neubritannien, Philippinen, Samoa, Salomonen, Sri Lanka, Taiwan und Vanuatu.
Die Larven ernähren sich von Cynometra cauliflora, Swietenia-Arten, Dimocarpus longan, Litchi chinensis, Nephelium lappaceum, Nephelium litchi, Nephelium malainse, Nephelium mutabile, Pometia-Arten (darunter Pometia pinnata), Kolabäume und dem Kakaobaum (Theobroma cacao). Die Larven bohren sich dabei in die Früchte, in denen sie sich zwei bis drei Wochen von den Samen ernähren. Danach fressen sie sich wieder einen Weg aus der Frucht hinaus und verpuppen sich.
Der wirtschaftliche Schaden dieser Motten in Ländern mit starkem Kakaoanbau ist enorm.